# Rātaban
Rātaban är en bergstopp i Indien.   Den ligger i distriktet Chamoli och delstaten Uttarakhand, i den norra delen av landet, 300 km nordost om huvudstaden New Delhi. Toppen på Rātaban är 4 490 meter över havet.
Terrängen runt Rātaban är mycket bergig. Runt Rātaban är det glesbefolkat, med 16 invånare per kvadratkilometer. Närmaste större samhälle är Malāri, 15,1 km sydost om Rātaban. Trakten runt Rātaban består i huvudsak av gräsmarker.